# Pristimantis appendiculatus
Pristimantis appendiculatus (Synonym: Eleutherodactylus appendiculatus) ist ein Froschlurch aus der mehr als 570 Arten umfassenden Gattung Pristimantis. Er ist im äußersten Süden Kolumbiens und in Ecuador verbreitet.

## Merkmale
Besonders auffallend bei Pristimantis appendiculatus ist seine relativ lange, spitze Schnauze mit einem fleischigen, kegelförmigen Fortsatz, der vor allem in seitlicher Ansicht hervorsticht. Die Weibchen werden 3 bis maximal 3,5 Zentimeter lang, die Männchen haben eine Kopf-Rumpf-Länge von rund 2 Zentimetern. Die Färbung ist hellbraun mit schwarzen Flecken. Die Hinterbeine sind sehr schmal und lang. An den langen Zehen und Fingern befinden sich keinerlei Schwimmhäute, sondern vergrößerte Haftscheiben. Pristimantis xylochobates aus Kolumbien ähnelt Pristimantis appendiculatus am meisten.

## Verbreitung
Pristimantis appendiculatus kommt nur an den Westhängen der Anden im südlichen Kolumbien und in Ecuador vor. Diese
erstrecken sich in Ecuador über die Provinzen Cotopaxi, Imbabura, Pichincha und Santo Domingo. Im angrenzenden Kolumbien ist die Art nur aus dem Departamento de Nariño beschrieben, es wird jedoch angenommen, dass es auch eine Verbindung dieser Verbreitungsgebiete gibt.
Von der Erstbeschreibung 1894 bis in die 1970er Jahre wurde angenommen, Pristimantis appendiculatus stamme aus den Regenwäldern des Tieflandes Ecuadors. Bei verschiedenen Expeditionen stellte sich jedoch heraus, dass er in den Wolken- und Nebelwäldern der Anden in Höhenstufen zwischen 1460 und 2800 Metern beheimatet ist. Im Bosque Protector Mindo-Nambillo, einem Waldschutzgebiet in Ecuador, kommt der Frosch an vielen Stellen vor, ebenso im umliegenden Nebelwald innerhalb der Provinz Pichincha. Ein weiteres Schutzgebiet, das sich mit dem Verbreitungsgebiet des Frosches überlappt, ist die Reserva Ecológica Los Illinizas.

## Lebensweise
Die Frösche der Art Pristimantis appendiculatus sind auf der niederen Vegetation innerhalb der Wälder zu finden. Sie können sich mit den Haftscheiben ihrer Zehen und Finger auf den Blättern festhalten. Sie sind vor allem nachtaktiv. Für die Entwicklung der Jungfrösche ist kein Kaulquappenstadium in einem Gewässer nötig. Sie entwickeln sich direkt in den Eiern. Die neotropischen Frösche mit direkter Entwicklung werden zur Gruppe der Terrarana gezählt.

## Systematik und Taxonomie
Pristimantis appendiculatus wurde 1894 von Franz Werner, als Hylodes appendiculatus beschrieben. Der Holotypus befindet sich im Naturhistorischen Museum in Wien. Später wurde Hylodes appendiculatus in die Gattung Antillen-Pfeiffrösche (Eleutherodactylus) gestellt. 2007 wurden die meisten südamerikanischen Eleutherodactylus-Arten, mit Ausnahme einiger Arten aus dem Südosten Brasiliens, von S. Blair Hedges, William E. Duellman und Matthew P. Heinicke in die wiedererrichtete Gattung Pristimantis gestellt. Die große Familie der Südfrösche, zu der die Gattung nach damaliger Auffassung gehörte, wurde in mehrere Familien aufgeteilt und 2008 wurden alle Pristimantis-Arten der Familie der Strabomantidae zugeordnet. 2011 wurde die Familie Strabomantidae mit der Familie Craugastoridae zusammengelegt und innerhalb der neuen Familie die Unterfamilie Pristimantinae errichtet. 2014 Wurde die Unterfamilie Pristimantinae aufgelöst und in die Unterfamilie Ceuthomantinae integriert. 2018 wurde die Familie Strabomantidae mit vier Unterfamilien, darunter die Unterfamilie Pristimantinae, wiedererrichtet.